# Albert Billian

Albert Billian

Albert Billian (* 4. Oktober 1876 in Geislingen an der Steige; † 19. Juni oder 19. Juli 1954 in München) war ein deutscher Politiker (SPD).

## Leben und Wirken
Billian besuchte die Volksschule. Anschließend absolvierte er eine Gürtlerlehre und bildete sich auf verschiedenen Wegen weiter, unter anderem durch den Besuch volkstümlicher Hochschulkurse; Im Wintersemester 1916/1917 nahm er als Hospitant an Vorlesungen zum Familien- und Erbrecht an der Kieler Universität teil. Den Gürtlerberuf gab Billian 1911 auf, um als Gewerkschaftssekretär in Kiel zu arbeiten, eine Tätigkeit, die er bis zum Januar 1920 ausübte.
Bereits als junger Mann war Billian in die Sozialdemokratische Partei Deutschlands (SPD) eingetreten. Im Januar 1920 wurde er bei einer Nachwahl Mitglied der Weimarer Nationalversammlung. Im Juni 1920 wurde er bei den ersten Reichstagswahlen der Weimarer Republik als Vertreter des Wahlkreises 14 (Schleswig-Holstein) in den Reichstag gewählt, dem er bis zu seinem vorzeitigen Ausscheiden im Februar 1921 angehörte. Danach war er Landesrat in der Kieler Provinzialverwaltung sowie als Stadtverordneter in Kiel tätig.
Von 1945 bis 1948 war Billian Landrat.